# Gnathocera pauliani
Gnathocera pauliani är en skalbaggsart som beskrevs av Allard 1988. Gnathocera pauliani ingår i släktet Gnathocera och familjen Cetoniidae. Inga underarter finns listade i Catalogue of Life.